# Anne-Marie Goumba
Anne-Marie Goumba (Geburtsname Anne-Marie Mbakondo, geb. 9. Oktober 1954, Nyanza, Ruanda) ist eine Politikerin der Zentralafrikanischen Republik. Sie ist Mitglied der Nationalversammlung der Zentralafrikanischen Republik und des Panafrikanischen Parlaments. Sie ist die Witwe des Politikers Abel Goumba.

## Leben
Anne-Marie Mbakondo wurde am 9. Oktober 1954 in Nyanza, Ruanda, geboren. Sie erhielt ihre Ausbildung zunächst an der École Normale Supérieure in Save, bevor sie an der Université Catholique d’Afrique Centrale studierte. Sie übernahm einen Lehrauftrag als Professorin an der Butare Faculty of Medicine zwischen 1973 und 1977. Dort traf sie Abel Goumba, der ebenfalls Lehrbeauftragter für Gesundheitsthemen war, und heiratete ihn.

### Karriere
Ihr Ehemann war ein Reformer in Zentralafrika. Er gründete die Oubanguien Patriotic Front, die später zur Front Patriotique pour le Progrès (FPP) wurde. Sie unterstützte ebenfalls die Arbeit der FPP und stellte sich Wahlen 2005 und wurde als Abgeordnete für den fünften Distrikt von Bangui gewählt mit 37,32 % in den Stichwahlen am 8. Mai. In denselben Wahlen verlor ihr Ehemann seinen Sitz. Nachdem sie in die Nationalversammlung der Zentralafrikanischen Republik berufen worden war, wurde sie auch als zentralafrikanische Vertreterin ins Panafrikanische Parlament berufen. Im Januar 2015 lobte sie die Friedensbemühungen in Ruanda und sagte, dass sie zwar seit 30 Jahren in der Zentralafrikanischen Republik lebe, aber nie vergesse, dass sie aus Ruanda stamme. Sie ist Koordinatorin der Nichtregierungsorganisation Les Flamboyants, die sich für die Verhinderung von Gewalt gegen Frauen und Kinder einsetzt.